# Donji Macelj
Donji Macelj – wieś w Chorwacji, w żupanii krapińsko-zagorskiej, w gminie Đurmanec. W 2011 roku liczyła 566 mieszkańców.